# Гослар де Монсабер, Жозеф де

Памятник Жозефу де Гослару де Монсаберу в Бордо

Жозеф де Гослар де Монсабер (фр. Joseph de Goislard de Montsabert; 30 сентября 1887, Либурн — 13 июня 1981, Дакс) — французский военный деятель, генерал.

## Биография
Родился в семье военных. Окончил академию Сен-Сир, в 1911 году произведён в лейтенанты. Участвовал в Первой мировой войне, награждён орденом Почётного легиона.
Участник многих сражений Второй мировой войны. В 1939 году был произведён в полковники, после поражения Франции уехал в Северную Африку, где вступил в армию де Голля. Сражался в Тунисе и в Италии. В 1944 году участвовал в освобождении Прованса, затем воевал в Эльзасе и в Германии. В июле 1945 года был назначен командующим французскими оккупационными силами в Германии. В 1946 году ушёл в отставку в звании генерала армии.
В 1951—1955 годах был депутатом Национального собрания.